# كلمك غلال (تشين)
كلمك غلال (بالفارسية: کلمک گلال) هي قرية تقع في إيران في قسم تشین الريفي. يقدر عدد سكانها بـ 28 نسمة .